# アビオニクス

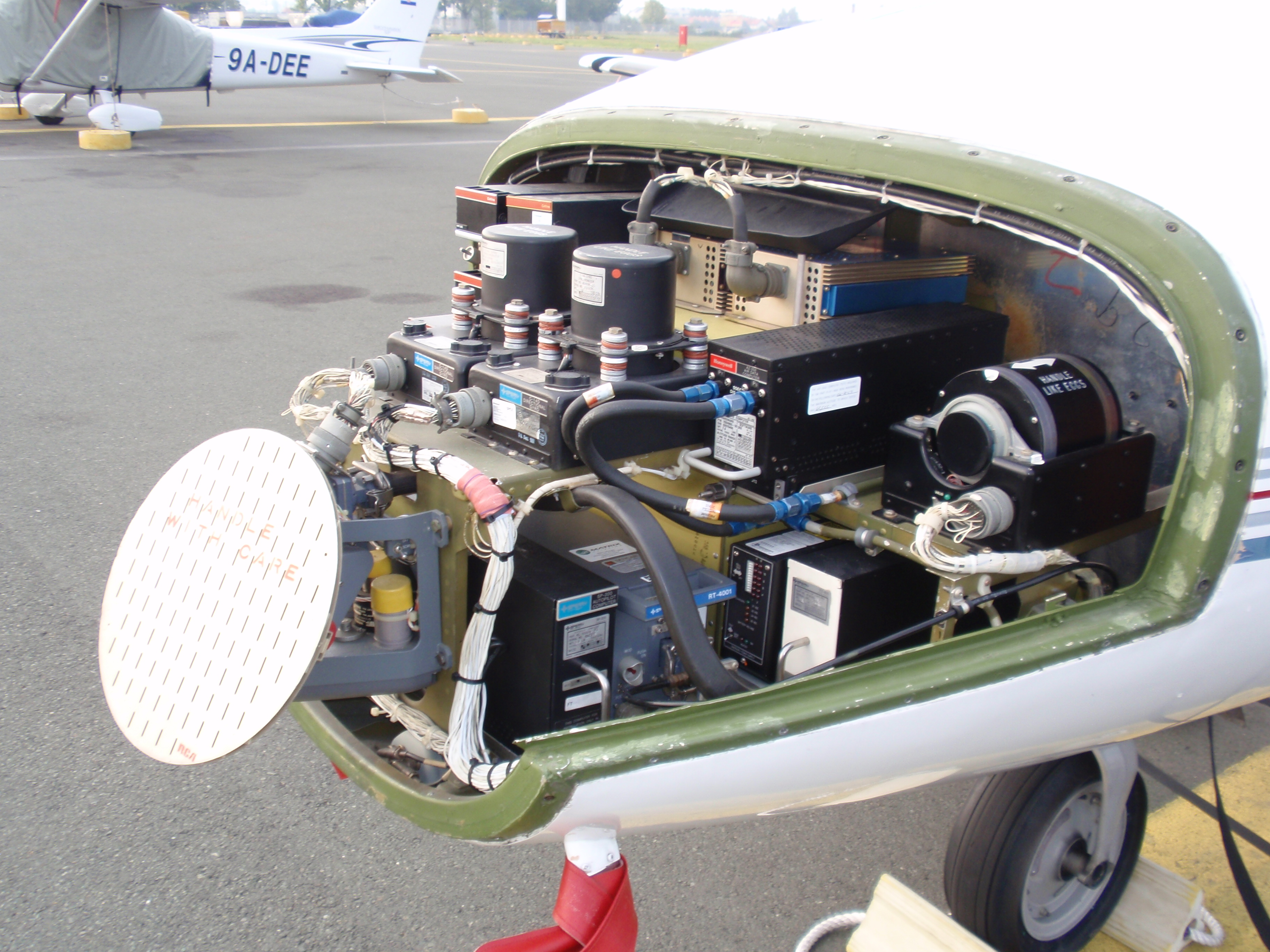
セスナ サイテーションの機首に搭載されているレーダーなどのアビオニクス

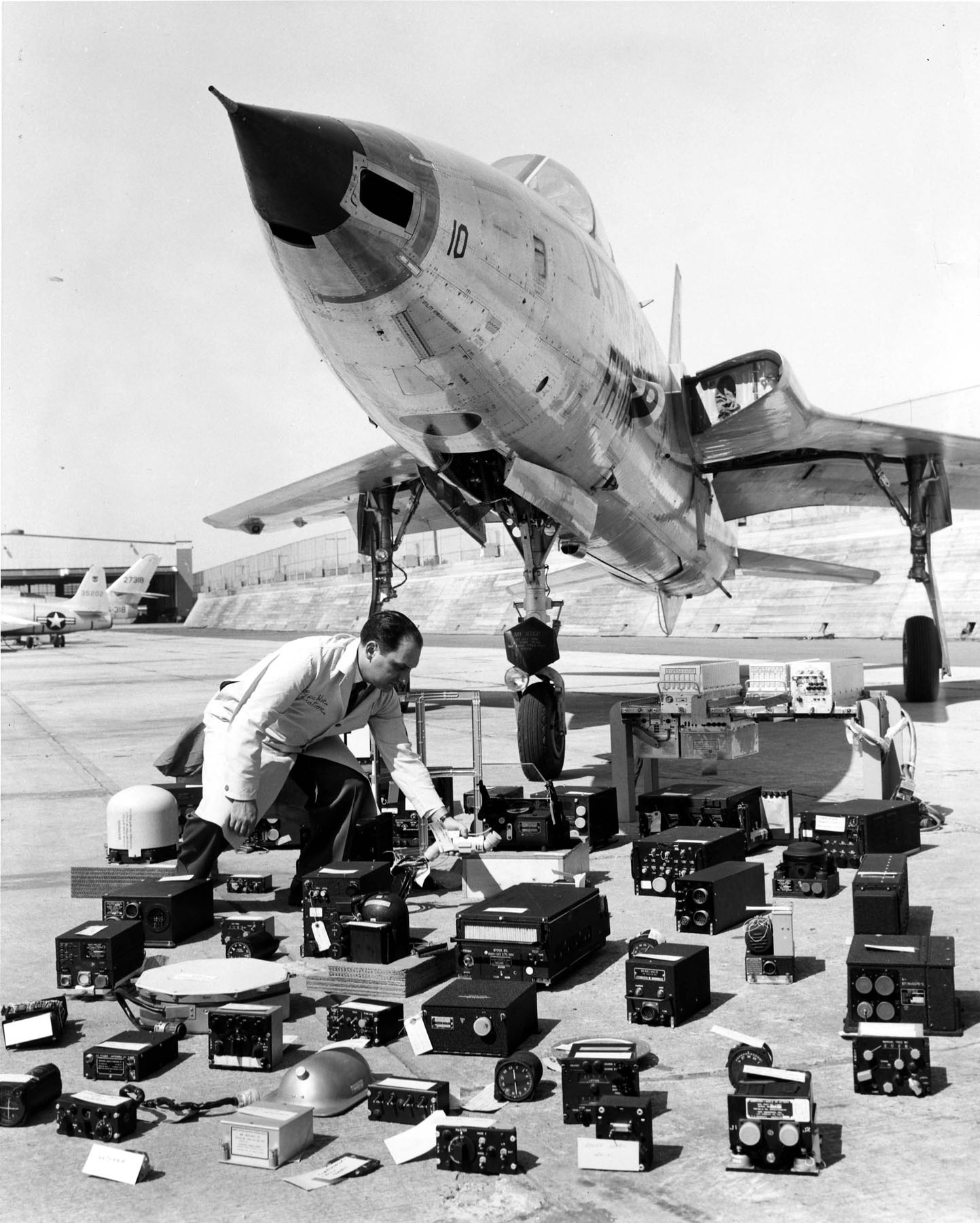
F-105とそのアビオニクスを並べたところ

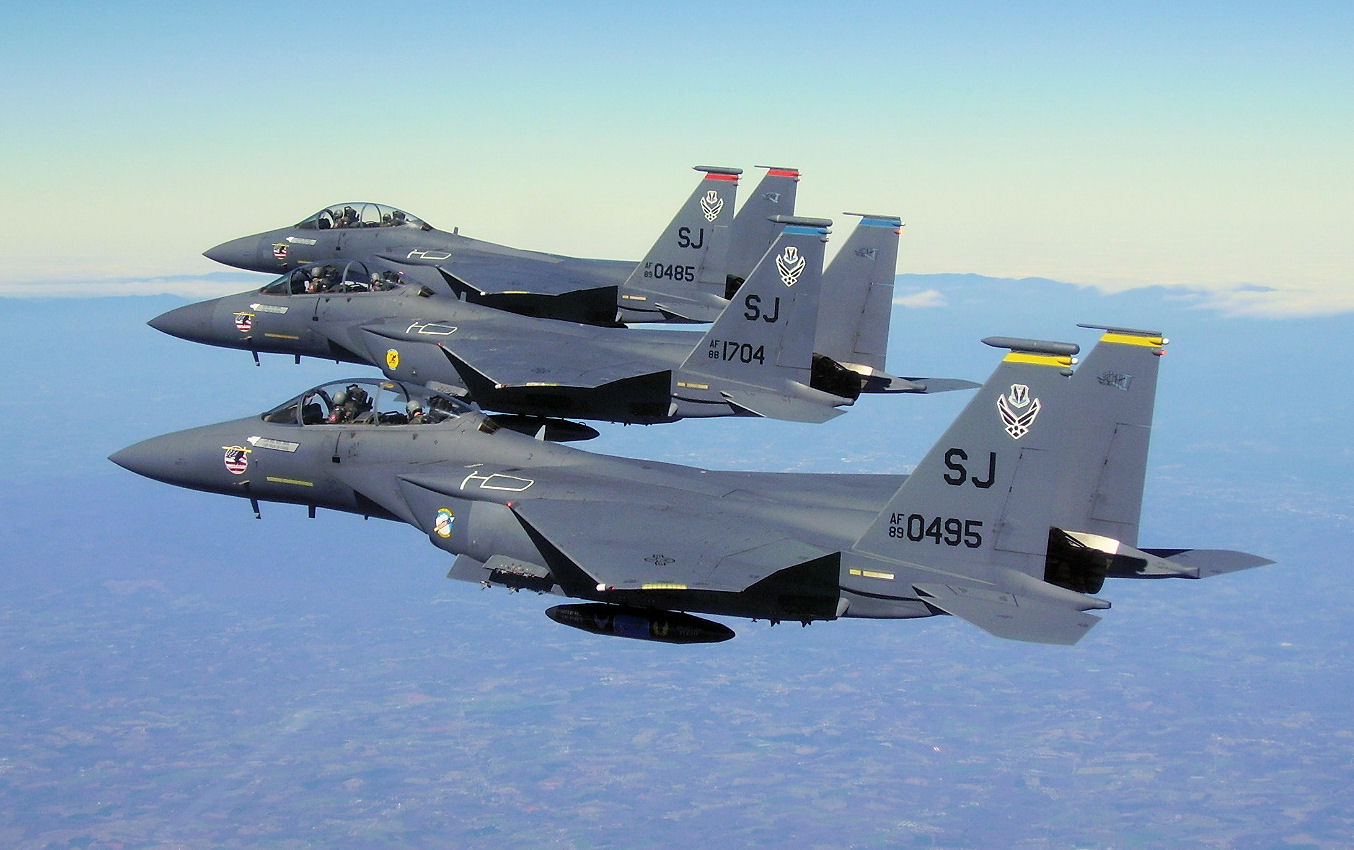
F-15Eのコストの80%はアビオニクスの費用である。

アビオニクス（Avionics, エイヴィオニクス）とは、航空機に搭載され飛行のために使用される電子機器のこと。

## 概要
アビオニクスとは、航空（Aviation, アビエーション、エイヴィエーション）と電子機器（electronics, エレクトロニクス）から合成された用語である。航空電子工学という学問の1分野を形成している。
アビオニクスには、通信機器、航法システム、自動操縦装置、飛行管理システム (FMS) などがある。乗客のためのビデオシステム（インフライトエンターテインメント、IFE）などの、操縦とは直接関係ない電子機器もアビオニクスに含める場合がある。こうした機器の多くは組み込み型コンピュータを内蔵している。宇宙機（宇宙船や探査機・衛星等）に搭載される電子機器もアビオニクスに含まれる。

## 歴史

### 通信
航空無線機（双方向音声ラジオ）システムは第二次世界大戦以前から航空機に実装されていて、今日に至るまで軍用機の任務飛行における連携確保と軍民両機の航空交通管制のために広く使われている。初期のシステムは真空管を使っていてサイズと重量が大きかったため、操縦室の制御盤以外は邪魔にならないところに置かれた。第二次世界大戦終結後まもなくVHF周波数の標準化がなされ、その後真空管利用システムはトランジスタラジオシステムに取って代わられた。1960年代以降は大規模な変革は起こっていない。無線通信技術の進展は、単なる音声通信技術では旧来のままあまり進展はないが、ACARSに代表されるデーターリンクシステムの発展、近代化は極めて顕著である。

### 速度
機体が高速化するにつれ対気速度の測定誤差が増えたため、位置誤差や計器誤差を予測計算して補正するエア・データ・コンピュータが利用されるようになった。

### 航法
最初期の航法システムは、地図（または記憶）、プロッター（地図から距離と角度を測る道具）、方位計、フライトコンピューターを駆使して推測航法を行っていたが、地上の無線局からの信号を無線機で受信する電波航法が考案された。初期には、操縦士か航法士がヘッドフォンを装着し、両耳に流れる音を比較して航路から外れていないかを判断する方法であったが、後には以下のようなシステムに分かれて発展していった。
- NDB/ADF システム
- VOR システム
- DME
- ILS システム
- ATCRBS トランスポンダ
- GPS 受信機

大型機向けの航法システムはロックウェル・コリンズとタレス・アビオニクスの2社で寡占状態にある。中小型機向けはガーミンのシェアが大きい。

#### 無指向性無線標識
無指向性無線標識 (Non-directional (Radio)beacon, NDB) は、広範囲に使用された最初の電子航法システムである。それまでは色のついた光によって夜間航路を示していたが、これは全方位に電波を発する高出力のNDBで置き換えられた。航空機は、機上に搭載するDF（Direction Finder, 方向探知器）またはADF（Automatic Direction Finder, 自動方向探知機）でNDBからの信号を受け取る。ADF表示器の針は、航空機のヘディング（機首方位）と、NDBのある方向との角度差を示す。NDBは長波帯と中波帯を使い、安価であるために小規模な空港では今日（2005年）でもまだ使用されているが、急速にGPSに取って代わられてきている。これは主に航空機に搭載するADF機器とNDB局を維持するコストが高いためである。

#### 超短波全方向式無線標識
超短波全方向式無線標識 (VHF Omni(directional) Range, VOR) は雷雨による干渉に強く、ADFよりも精度が高い。VORは現在でも航空管制システムの根幹となっている。VOR受信機は、選択中のVOR波の送信施設が磁北から何度の位置にあるかを示すことができる。この情報を元に、進路偏向表示装置 (Course Deviation Indicator, CDI) に航路からのずれ (deviation) が表示される。多くのVOR受信機・送信施設には距離測定装置 (Distance Measuring Equipment, DME) の受信機・送信施設がそれぞれ付属しており、局と航空機の間の斜め距離を表示することができる。

#### 距離測定装置
距離測定装置 (Distance Measurement Equipment, DME) は、航空機にVOR局との距離を知らせるシステムである。航空図に記載されたVOR局との方位差がVORによりわかり、距離がDMEによりわかるので、パイロットは自機の位置を知ることができる。このシステムはVOR/DME（ヴォルデメ、ボルデメ）と呼ばれる。DMEは、アメリカや日本で使用される軍用航法システム 戦術航法装置(TACAN,TACtical Air Navigation) の一部にもなっている。VOR と TACAN を統合した地上局は VOR-TAC（ヴォルタック、ボルタック）と呼ばれる。VOR と DME または VOR と TACAN で使用する周波数は、国際標準によりセットにされている。パイロットが特定のVOR周波数を選択すると、付随する DME や TACAN の周波数を自動的に選択する機能が機器に内蔵されている。

#### LORAN
一時期、広範囲をカバーできるLORANシステムは特にジェネラルアビエーション分野（中・小型機）の航法誘導システムとして人気があったが、小型機ではGPSに、旅客機では慣性誘導装置 (INS, IRS) にその座を譲った。

#### 計器着陸装置
計器着陸装置 (Instrument Landing System, ILS) は、滑走路への最終的な進入を誘導する装置群である。ローカライザーが滑走路の中心からの左右のずれを示し、グライドスロープが上下方向のずれを示す。アウター・ミドル・インナーの3（場所によっては2）種のマーカービーコンは、それぞれ異なる音とインジケータ・ランプの色によって、滑走路までの距離を示す。DMEとコンパスロケーター（最終進入路の開始地点にあるNDB局）を使用することもある。

#### トランスポンダ
トランスポンダ（ATCトランスポンダ）は、航空交通管制レーダーシステムからの質問波を受信し、デジタル信号によって応答する送受信機である。このような二次レーダーシステムを利用することで、一次レーダーよりも遠距離からより正確に航空機の発見・識別が可能となった。二次レーダーサイトとトランスポンダのシステムを総称して航空交通管制（用）レーダービーコンシステム (ATCRBS) と呼ぶ。
基本となるモードAのトランスポンダは4桁のコードで応答する（各桁は0から7の8個）。これを4096コード・トランスポンダと呼ぶ (84 = 4,096) 。このコードはパイロットが航空交通管制からの指示か、飛行方式（VFRかどうかなど）と状態（無線装置の故障・ハイジャックなど）に応じて設定する。管制側はこの情報から各航空機を識別することができる。
モードCのトランスポンダは、4桁のコードに加えて、航空機の気圧高度を100フィート (30.48 m) 単位の値でエンコードした符号も返信する。
現代のモードSのトランスポンダは、さらに長いデジタル識別コードで応答する。このコードは各航空機ごとに特有であり、音声による交信が不可能であっても航空機を識別することができる。また、航空交通管制レーダーシステムからトラフィック情報を受け取って、機上のディスプレイに表示することができる。
IFFトランスポンダ、すなわち敵味方識別装置は軍用機で使われており、民間の航空交通管制で使われているモード以外にも特別なモードを持っている。

### 補助システムと診断システム
商業用航空機（旅客機や貨物機）は機体価格が高い上、飛行している間しか利益を生まない。このため、有能な運用者（航空会社）は、ハンガー（格納庫）で時間を掛けて整備を行うのではなく、飛行中や空港での飛行間待機といった運航中に可能な限りの保守・点検業務をこなしてしまおうと考える。これを可能とするため、運航中に組み込みコンピュータシステムが航空機の各種システムをテストし、制御下にある機器の不具合情報を収集する。こうした情報は通常、機上の整備用コンピュータに集められる。時には、次の空港に到着し次第すぐに交換できるよう、必要となる部品の情報を前もって電送することもある。一見理想的なシステムのように思えるが、実際には、こうした自己診断システムを備える機器は飛行に不可欠ではないことが多く、結局、信頼性に乏しいこともままある。単に「この装置が何らかの保守を必要としていることは確かだ」といった程度の信頼性しかない場合もある。

## 最近の技術
1990年代ごろ以降、GPS受信機と、「グラスコックピット」と形容される表示システムの出現でアビオニクスは大きな変貌を遂げた。

### グローバル・ポジショニング・システム (GPS)
グローバル・ポジショニング・システム（GPS）の出現により、航路飛行中と着陸進入中のいずれの航法も変化することとなった。

#### 航路飛行における変化
これまでの航空機は、ある無線航法援助施設から次の施設へと飛んでいく（例えばVOR局を次々と経由していく）のが一般的であった。この航法援助施設間の経路を航空路と呼ぶ。航空路は地上のVORなどの局を結ぶものであるため折れ曲がっており、空港間の最短経路ではないことが多いが、計器飛行により正確に飛行するためにはこれに沿って飛行するしかなかった。GPSはこの状況を変え、地上からの援助なしに、空港から空港へと直行することが可能となった（広域航法）。これにより、時間と燃料を大きく節約できる可能性がある。
しかし、このような直行飛行方式は航空交通管制 (ATC) 上の大きな問題を引き起こすことになる。ATCの基本的な目的は、飛行している航空機の十分な垂直・水平間隔（管制間隔）を維持することである。直行飛行を行うと、この間隔の維持が困難となる。自動車の交通を想像してみるとよい: 航空路は道路にたとえることができる。もしも道路というものが存在せず、各ドライバーがめいめいに目的地めがけて運転したならば、大変な混沌状態におちいってしまうだろう。例えると仕切りも線もない巨大な駐車場のようなものである。ATCは実際に直行飛行の許可を与えることもあるが、広範な利用には至っていない。アメリカ連邦航空局 (FAA) やNASAが構想中の「フリーフライト」のような計画では、管制システムをコンピュータ化することで、空中衝突の危険性を検出・予測し、管制間隔を維持するための機動を機体へ提供し、結果として直行飛行の大幅な利用促進を可能にできるとしている。これは既存の衝突防止（警報）装置 (TCAS) に似ているが、より大規模であり、より先の出来事を予測することになる。

#### 着陸進入における変化
GPSは、飛行の最終段階、着陸進入にも大きな変化をもたらした。
水平視程と垂直雲底が有視界飛行方式 (VFR) の限度以下の時には、航空機は計器飛行方式 (IFR) によって飛行しなければならない。IFRの下では、航法装置を使って航行することが必要となる。これは特に進入と着陸時に重要となる。特定の滑走路に着陸するために用いられる降下経路と手順は、計器進入と呼ばれる。
これまでIFRによる進入では、VOR・NDBおよびILSといった地上に設置された航法援助施設を必要としていた。GPSを使えばこうした地上施設は不要となり、コストを下げられる。ILS施設を設置する余力のない多くの小規模空港でも機器進入が可能となった。GPS受信機も他の受信機に比べ安価であり、アンテナは小型ものが1つあればよく、較正はほとんど必要としない。
GPSを利用した進入の否定的側面は、この方式を利用できる最低の視程と雲底高度が大きいことである。ILSを利用できる最低気象条件は、典型的なもので、雲底が地上から200フィート (61 m) 以上、水平視程が1/4マイル (402 m) 以上となっている。一方のGPSは、雲底高度が400フィート (122 m) 以上、水平視程が1マイル (1,609 m) 以上ないと利用できない。この違いは、GPS進入が水平方向の誘導しかできないことに原因がある。垂直方向の誘導も可能ではあるが、その精度は水平方向ほどではない。この問題を解決するため、FAAは広域増強システム (Wide Area Augmentation System, WAAS) を導入した。WAAS機能を備えたGPS受信機は垂直方向にも2 - 3メートルの精度がある。これはILS同様の垂直方向誘導を含んだ進入を実現するのに十分な精度である。垂直誘導GPS進入が可能であるとの認証を受けたGPS/WAAS受信機は徐々に市場に出回りつつある。
当初FAAは、計器進入に際してのGPS使用の許可を渋ったものの、公表されるGPS進入の数は急激に増えつつある。それでもなお、ILSの方がより厳しい水平視程と雲底高度の条件で使用できるため、現時点でもILSは最善の進入方式であり、FAAはILS設備は維持すると表明している。

### グラスコックピット

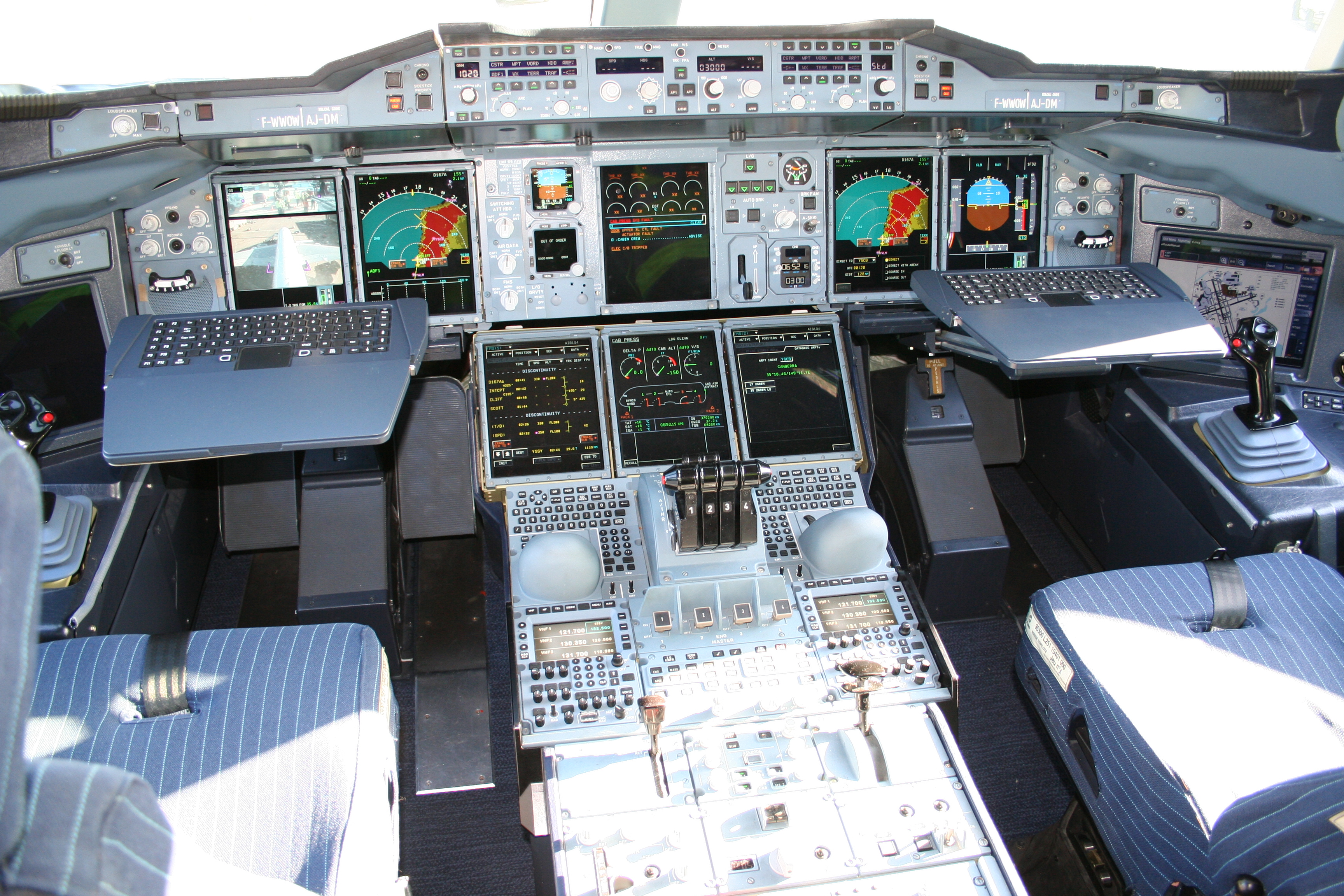
エアバスA380のグラスコックピット

コンピュータ性能の進歩とフラットパネル液晶ディスプレイによってグラスコックピットが可能になった。大まかに定義すると、グラスコックピットというのは、複数の電子表示装置に情報を表示する操縦室のことである。これはパイロットへの負荷（ワークロード）を大きく減らし、指針が回転する伝統的な「蒸気圧力計」型の計器で満たされた操縦室に比べ状況認識 (situational awareness) を改善した。
グラスコックピットは当初大型旅客機と軍用機で導入された。前後して多くのビジネスジェットが取り入れ、近年ではガーミンが軽飛行機にも搭載できるシステムを開発し、新造機へのOEM供給やアナログ計器からの換装キットを販売したことで広く普及している。